# Mittuniversitetet
Mittuniversitetet er et svensk statsligt universitet, der ligger i regionen omkring Sveriges geografiske midtpunkt, med campus på to steder: Sundsvall og Östersund. Universitetet har mange distancestuderende.

## Historie
Mittuniversitetet blev et universitet den 1. januar 2005. Den foregående højskole (Mitthögskolan) blev grundlagt i 1993 ved en fusion mellem Højskolene i Östersund og Sundsvall/Härnösand, begge grundlagt i 1977, med rødder i højere uddannelseinstitutioner, fra 1971 i Östersund samt barneskoleseminar og nautisk uddannelse fra 1842 i Härnösand. Skolingen i Härnösand kan spores til præstskoling, der startede ved Härnösand Gymnasium, grundlagt i 1658.
I 1995 blev sygeplejeskolen i Sundsvall/Örnsköldsvik og sundhedsfagene i Östersund indlemmet. Den 1. juli blev 2007 sygeplejerskeuddannelse i Örnsköldsvik taget over af Umeå universitet.
I 2001 fik højskolen universitetsstatus i ingeniørvidenskab (inkluderet informationsteknologi) og dermed retten til at organisere forskning og tildele doktorgrad. Højere studenter antaget ved skolen var tidligere blevet registreret ved andre universiteter.

## Uddannelsetilbud
Mittuniversitetet tilbyder uddannelse på alle niveauer inden for en række emner, f.ex. samfundsvidenskab, adfærdsvidenskab, sygepleje, læreruddannelse, media, IT, naturvidenskab, design, teknik, sprog og andre humanistiske emner.

## Galleri
- Campus i Sundsvall 62°23.658′N 17°17.038′Ø / 62.394300°N 17.283967°Ø.
- Campus i Östersund 63°10.63′N 14°38.94′Ø / 63.17717°N 14.64900°Ø.
- Mälthuset i Campus Åkroken i Sundsvall.
- Humlegården og Bryggeriet i Campus Åkroken i Sundsvall.

## Eksterne links
- Mittuniversitetet

1. 1 2  «Detta är Mittuniversitetet». Statistiska centralbyrån. Besøkt 25. februar 2025.
2. 1 2  "Historik". Statistiska centralbyrån.